# Vùng lân cận

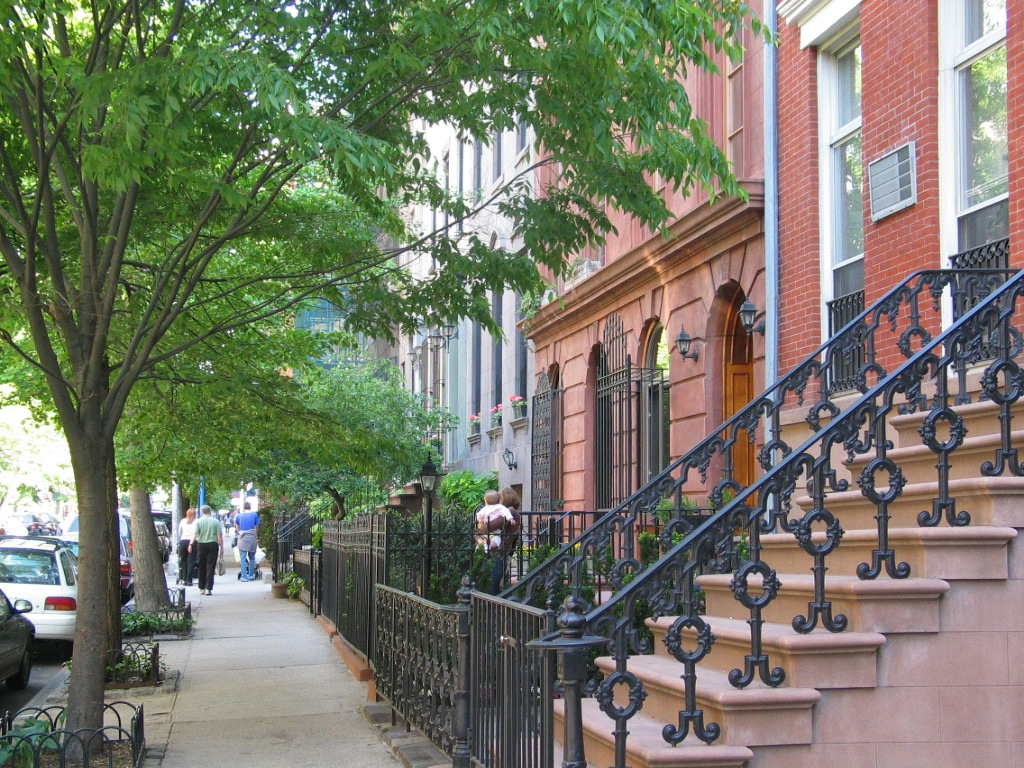
Vùng lân cận Chelsea của Manhattan ở thành phố New York

Vùng lân cận, khu phố hay hàng xóm (tiếng Anh: neighborhood) là một cộng đồng địa phương hóa trong một thành phố lớn hơn, thị trấn, vùng ngoại ô hoặc khu vực nông thôn. Các vùng lân cận thường là các cộng đồng xã hội với sự tương tác trực diện đáng kể giữa các thành viên. Các nhà nghiên cứu đã không đồng ý về một định nghĩa chính xác, nhưng những điều sau đây có thể đóng vai trò là điểm khởi đầu: "Vùng lân cận thường được định nghĩa theo không gian như một khu vực địa lý cụ thể và có chức năng như một tập hợp các mạng xã hội. Các vùng lân cận, sau đó, là các đơn vị không gian trong đó các tương tác xã hội trực diện xảy ra, cài đặt cá nhân và các tình huống mà cư dân tìm cách nhận ra các giá trị chung, xã hội hóa giới trẻ và duy trì kiểm soát xã hội hiệu quả."

## Thành phố tiền công nghiệp

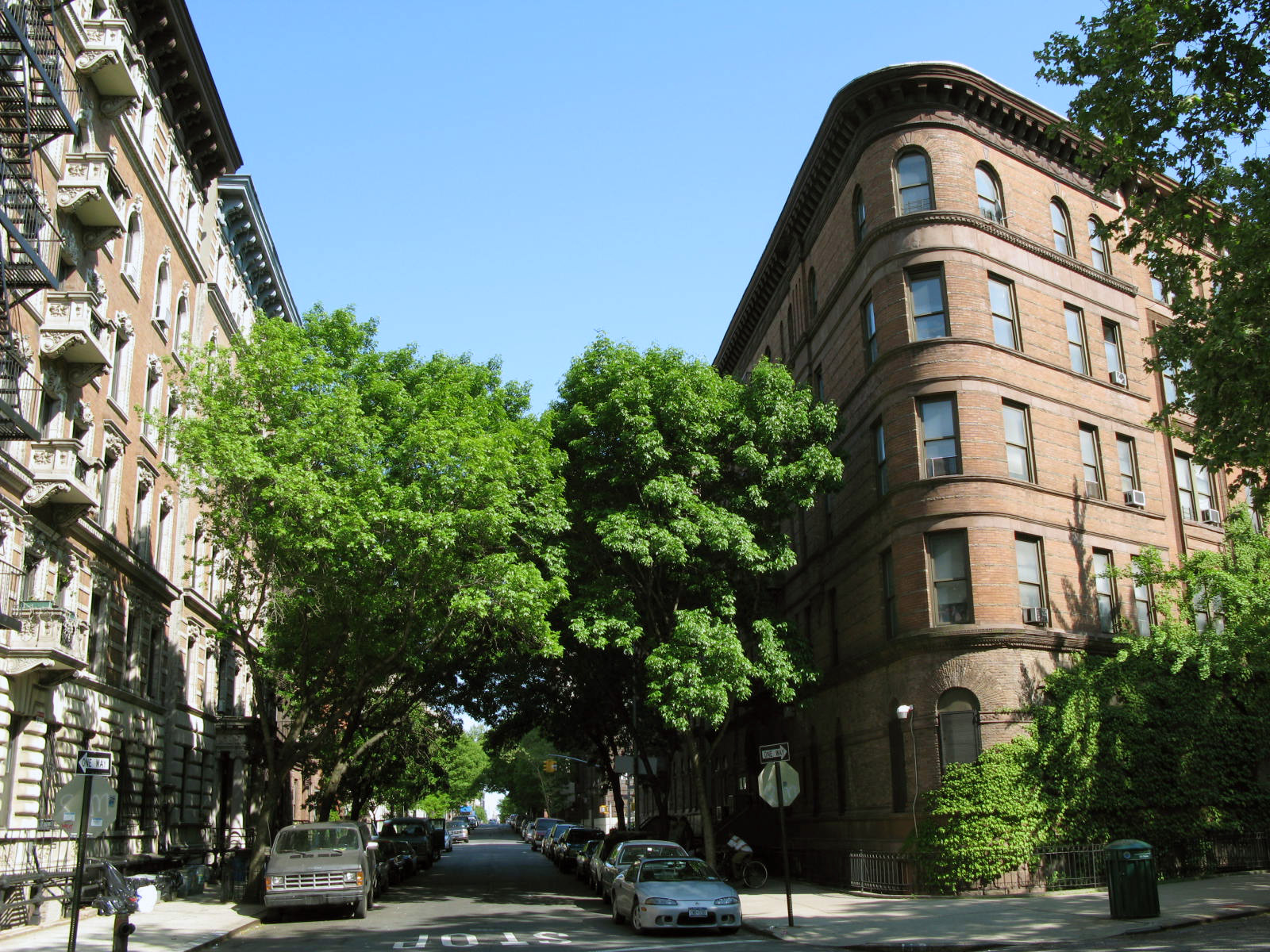
Khu phố Harlem tại Quận Manhattan, Thành phố New York

Theo lời của học giả thành thị Lewis Mumford, khu phố lân cận tồn tại bất cứ nơi nào con người tụ tập, trong nhà ở gia đình vĩnh viễn; và nhiều chức năng của thành phố có xu hướng được phân phối một cách tự nhiên, đó là, không có bất kỳ mối bận tâm lý thuyết hay định hướng chính trị nào vào các vùng này. Hầu hết các thành phố đầu tiên trên thế giới do các nhà khảo cổ khai quật đều có bằng chứng cho sự hiện diện của các vùng lân cận xã hội. Các tài liệu lịch sử làm sáng tỏ cuộc sống hàng xóm ở nhiều thành phố lịch sử hoặc tiền phương Tây.
Các vùng lân cận thường được tạo ra bởi sự tương tác xã hội giữa những người sống gần nhau. Theo nghĩa này, họ là các đơn vị xã hội địa phương lớn hơn các hộ gia đình không trực tiếp dưới sự kiểm soát của các quan chức thành phố hoặc nhà nước. Trong một số truyền thống đô thị thời tiền sử, các chức năng cơ bản của thành phố như bảo vệ, điều chỉnh xã hội về sinh nở và hôn nhân, dọn dẹp và bảo trì được xử lý không chính thức bởi các khu phố chứ không phải bởi chính quyền đô thị; mô hình này cũng được ghi chép lại đối với các thành phố Hồi giáo trong lịch sử.
Ngoài các khu phố xã hội, hầu hết các thành phố cổ xưa và lịch sử cũng có các khu hành chính được các quan chức sử dụng để đánh thuế, lưu giữ hồ sơ và kiểm soát xã hội. Các khu hành chính thường lớn hơn các khu phố và ranh giới của chúng có thể cắt ngang qua các khu vực lân cận. Tuy nhiên, trong một số trường hợp, các khu hành chính trùng với các khu phố, dẫn đến mức độ điều tiết cao về đời sống xã hội của các quan chức. Ví dụ, vào thời Đường, thủ đô Tràng an của Trung Quốc, các khu phố là các quận và có các quan chức nhà nước kiểm soát cẩn thận cuộc sống và hoạt động ở cấp khu phố.

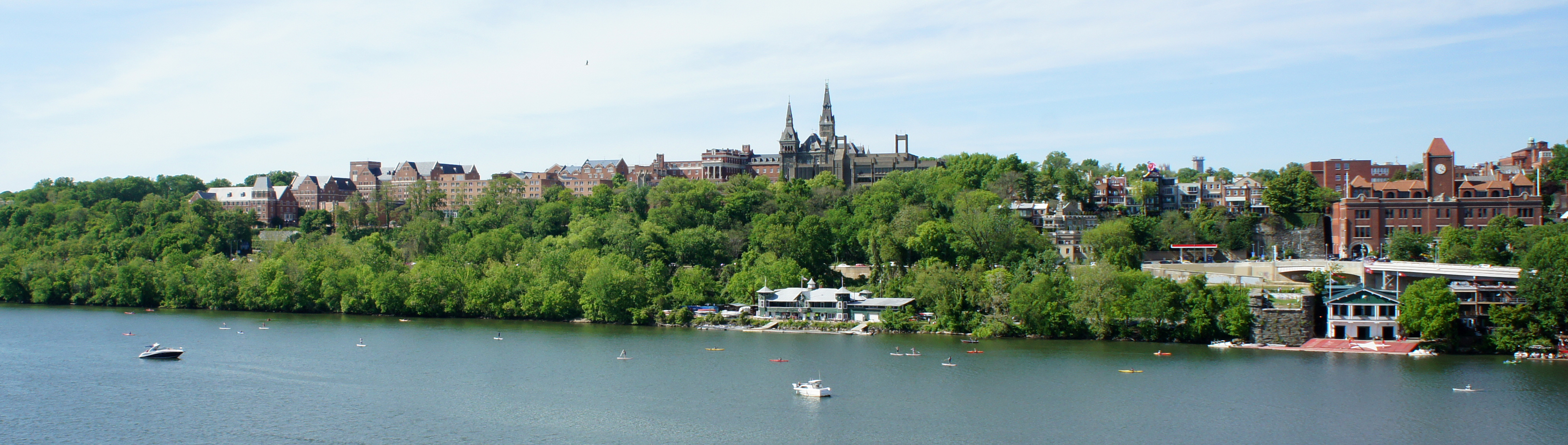
Khu phố Georgetown của thủ đô Washington, D.C., nhìn ra bờ sông Potomac

Các khu vực lân cận trong các thành phố tiền chế thường có một số mức độ chuyên môn hóa hoặc sự khác biệt. Các khu dân tộc rất quan trọng ở nhiều thành phố trước đây và vẫn còn phổ biến ở các thành phố ngày nay. Các chuyên gia kinh tế, bao gồm các nhà sản xuất thủ công, thương nhân và những người khác, có thể tập trung ở các khu phố và trong các xã hội với các khu phố đa nguyên tôn giáo thường được tôn giáo chuyên môn hóa. Một yếu tố góp phần tạo nên sự khác biệt của khu phố và sự gắn kết xã hội ở các thành phố trước đây là vai trò của di cư từ nông thôn đến thành thị. Đây là một quá trình liên tục ở các thành phố tiền thời, và những người di cư có xu hướng chuyển đến sống cùng người thân và người quen từ quá khứ nông thôn của họ.